# Romanzi di Higurashi no naku koro ni
Tra il 2 agosto 2007 e l'8 marzo 2009 Kōdansha Box ha pubblicato diciassette adattamenti letterari della visual novel. La maggior parte degli archi narrativi sono stati divisi in due volumi, ad eccezione di Capitolo del tempo sprecato e Higurashi no naku koro ni rei, che sono stati prodotti in un solo volume a testa, e Capitolo dell'accompagnamento al festival, che è stato pubblicato in tre volumi. Ogni novel della serie è stata scritta da Ryukishi07.
Una serie di romanzi rivolti ai giovani studenti viene pubblicata da Futabasha a partire dal 23 ottobre 2020. Presenta le illustrazioni di Yoshimi.

## Lista volumi

### Serie originale
| Nº | Titolo italiano (traduzione letterale) Giapponese 「Kanji」 - Rōmaji | Data di prima pubblicazione              | Data di prima pubblicazione |
| Nº | Titolo italiano (traduzione letterale) Giapponese 「Kanji」 - Rōmaji | Giapponese                               |                             |
| 1  | Higurashi no naku koro ni capitolo 1: Capitolo del rapimento demoniaco (1) 「ひぐらしのなく頃に 第1話～鬼隠し編～（上）」 - Higurashi no naku koro ni dai 1 wa: Onikakushi-hen (1)                         | 2 agosto 2007 ISBN 978-4-06-283637-1     |                             |
| 2  | Higurashi no naku koro ni capitolo 1: Capitolo del rapimento demoniaco (2) 「ひぐらしのなく頃に 第1話～鬼隠し編～（下）」 - Higurashi no naku koro ni dai 1 wa: Onikakushi-hen (2)                         | 5 settembre 2007 ISBN 978-4-06-283641-8  |                             |
| 3  | Higurashi no naku koro ni capitolo 2: Capitolo del cotone alla deriva (1) 「ひぐらしのなく頃に 第2話～綿流し編～（上）」 - Higurashi no naku koro ni dai 2 wa: Watanagashi-hen (1)                         | 3 ottobre 2007 ISBN 978-4-06-283646-3    |                             |
| 4  | Higurashi no naku koro ni capitolo 2: Capitolo del cotone alla deriva (2) 「ひぐらしのなく頃に 第2話～綿流し編～（下）」 - Higurashi no naku koro ni dai 2 wa: Watanagashi-hen (2)                         | 3 novembre 2007 ISBN 978-4-06-283649-4   |                             |
| 5  | Higurashi no naku koro ni capitolo 3: Capitolo della maledizione assassina (1) 「ひぐらしのなく頃に 第3話～祟殺し編～（上）」 - Higurashi no naku koro ni dai 3 wa: Tatarigoroshi-hen (1)                  | 5 dicembre 2007 ISBN 978-4-06-283653-1   |                             |
| 6  | Higurashi no naku koro ni capitolo 3: Capitolo della maledizione assassina (2) 「ひぐらしのなく頃に 第3話～祟殺し編～（下）」 - Higurashi no naku koro ni dai 3 wa: Tatarigoroshi-hen (2)                  | 9 gennaio 2008 ISBN 978-4-06-283655-5    |                             |
| 7  | Higurashi no naku koro ni capitolo 4: Capitolo del tempo sprecato 「ひぐらしのなく頃に 第4話～暇潰し編～」 - Higurashi no naku koro ni dai 4 wa: Himatsubushi-hen                                          | 6 febbraio 2008 ISBN 978-4-06-283657-9   |                             |
| 8  | Higurashi no naku koro ni kai capitolo 1: Capitolo dell'apertura degli occhi (1) 「ひぐらしのなく頃に解 第1話～目明し編～（上）」 - Higurashi no naku koro ni kai dai 1 wa: Meakashi-hen (1)               | 9 maggio 2008 ISBN 978-4-06-283664-7     |                             |
| 9  | Higurashi no naku koro ni kai capitolo 1: Capitolo dell'apertura degli occhi (2) 「ひぐらしのなく頃に解 第1話～目明し編～（下）」 - Higurashi no naku koro ni kai dai 1 wa: Meakashi-hen (2)               | 4 giugno 2008 ISBN 978-4-06-283665-4     |                             |
| 10 | Higurashi no naku koro ni kai capitolo 2: Capitolo dell'espiazione (1) 「ひぐらしのなく頃に解 第2話～罪滅し編～（上）」 - Higurashi no naku koro ni kai dai 2 wa: Tsumihoroboshi-hen (1)                   | 3 luglio 2008 ISBN 978-4-06-283669-2     |                             |
| 11 | Higurashi no naku koro ni kai capitolo 2: Capitolo dell'espiazione (2) 「ひぐらしのなく頃に解 第2話～罪滅し編～（下）」 - Higurashi no naku koro ni kai dai 2 wa: Tsumihoroboshi-hen (2)                   | 6 agosto 2008 ISBN 978-4-06-283670-8     |                             |
| 12 | Higurashi no naku koro ni kai capitolo 3: Capitolo del massacro (1) 「ひぐらしのなく頃に解 第3話～皆殺し編～（上）」 - Higurashi no naku koro ni kai dai 3 wa: Minagoroshi-hen (1)                         | 11 settembre 2008 ISBN 978-4-06-283677-7 |                             |
| 13 | Higurashi no naku koro ni kai capitolo 3: Capitolo del massacro (2) 「ひぐらしのなく頃に解 第3話～皆殺し編～（下）」 - Higurashi no naku koro ni kai dai 3 wa: Minagoroshi-hen (2)                         | 3 ottobre 2008 ISBN 978-4-06-283680-7    |                             |
| 14 | Higurashi no naku koro ni kai capitolo 4: Capitolo dell'accompagnamento al festival (1) 「ひぐらしのなく頃に解 第四話～祭囃し編～（上）」 - Higurashi no naku koro ni kai dai 4 wa: Matsuribayashi-hen (1) | 6 novembre 2008 ISBN 978-4-06-283688-3   |                             |
| 15 | Higurashi no naku koro ni kai capitolo 4: Capitolo dell'accompagnamento al festival (2) 「ひぐらしのなく頃に解 第四話～祭囃し編～（中）」 - Higurashi no naku koro ni kai dai 4 wa: Matsuribayashi-hen (2) | 10 dicembre 2008 ISBN 978-4-06-283689-0  |                             |
| 16 | Higurashi no naku koro ni kai capitolo 4: Capitolo dell'accompagnamento al festival (3) 「ひぐらしのなく頃に解 第四話～祭囃し編～（下）」 - Higurashi no naku koro ni kai dai 4 wa: Matsuribayashi-hen (3) | 7 gennaio 2009 ISBN 978-4-06-283697-5    |                             |
| 17 | Higurashi no naku koro ni rei: Capitolo dei dadi che uccidono 「ひぐらしのなく頃に礼 ～賽殺し編～」 - Higurashi no naku koro ni rei: Saikoroshi-hen                                                        | 8 marzo 2009 ISBN 978-4-06-283704-0      |                             |

### SerieJunior
| Nº | Titolo italiano (traduzione letterale) Giapponese 「Kanji」 - Rōmaji | Data di prima pubblicazione             | Data di prima pubblicazione |
| Nº | Titolo italiano (traduzione letterale) Giapponese 「Kanji」 - Rōmaji | Giapponese                              |                             |
| 1  | Futabasha Junior Bunko Higurashi no naku koro ni capitolo 1: Capitolo del rapimento demoniaco 1 「双葉社ジュニア文庫 ひぐらしのなく頃に 第一話 鬼隠し編 上」 - Futabasha Junia Bunko Higurashi no naku koro ni dai 1 wa Onikakushi-hen jō        | 23 ottobre 2020 ISBN 978-4-575-24299-7  |                             |
| 2  | Futabasha Junior Bunko Higurashi no naku koro ni capitolo 1: Capitolo del rapimento demoniaco 2 「双葉社ジュニア文庫 ひぐらしのなく頃に 第一話 鬼隠し編 下」 - Futabasha Junia Bunko Higurashi no naku koro ni dai 1 wa Onikakushi-hen ka        | 23 ottobre 2020 ISBN 978-4-575-24300-0  |                             |
| 3  | Futabasha Junior Bunko Higurashi no naku koro ni capitolo 2: Capitolo del cotone alla deriva 1 「双葉社ジュニア文庫 ひぐらしのなく頃に 第二話 綿流し編 上」 - Futabasha Junia Bunko Higurashi no naku kor oni dai 2 wa Watanagashi-hen jō        | 18 dicembre 2020 ISBN 978-4-575-24363-5 |                             |
| 4  | Futabasha Junior Bunko Higurashi no naku koro ni capitolo 2: Capitolo del cotone alla deriva 2 「双葉社ジュニア文庫 ひぐらしのなく頃に 第二話 綿流し編 下」 - Futabasha Junia Bunko Higurashi no naku koro ni dai 2 wa Watanagashi-hen ka        | 18 dicembre 2020 ISBN 978-4-575-24364-2 |                             |
| 5  | Futabasha Junior Bunko Higurashi no naku koro ni capitolo 3: Capitolo della maledizione assassina 1 「双葉社ジュニア文庫 ひぐらしのなく頃に 第三話 祟殺し編 上」 - Futabasha Junia Bunko Higurashi no naku koro ni dai 3 wa Tatarikoroshi-hen jō | 19 marzo 2021 ISBN 978-4-575-24390-1    |                             |
| 6  | Futabasha Junior Bunko Higurashi no naku koro ni capitolo 3: Capitolo della maledizione assassina 2 「双葉社ジュニア文庫 ひぐらしのなく頃に 第三話 祟殺し編 下」 - Futabasha Junia Bunko Higurashi no naku koro ni dai 3 wa Tatarikoroshi-hen ka | 19 marzo 2021 ISBN 978-4-575-24391-8    |                             |
| 7  | Futabasha Junior Bunko Higurashi no naku koro ni capitolo 4: Capitolo del tempo sprecato 「双葉社ジュニア文庫 ひぐらしのなく頃に 第四話 暇潰し編」 - Futabasha Junia Bunko Higurashi no naku koro ni dai 4 wa Himatsubushi-hen                   | 30 luglio 2021 ISBN 978-4-575-24427-4   |                             |